# Listă de filme de aventură din anii 2010
Aceasta este o listă de filme de aventură din anii 2010:
| 2010                                                     |                                            |                                                           |                                                                                    |                                                   |                                                    |
| Centurion                                                | Neil Marshall                              | Michael Fassbender, Olga Kurylenko, Dominic West          | Regatul Unit al Marii Britanii și al Irlandei de Nord · Statele Unite ale Americii | Costume adventure                                 |                                                    |
| The Chronicles of Narnia: The Voyage of the Dawn Treader | Michael Apted                              | Ben Barnes, Skandar Keynes, Georgie Henley                | Statele Unite ale Americii                                                         | Fantasy adventure                                 |                                                    |
| Clash of the Titans                                      | Louis Leterrier                            | Sam Worthington, Liam Neeson, Ralph Fiennes               | Statele Unite ale Americii                                                         | Fantasy adventure                                 |                                                    |
| The Extraordinary Adventures of Adèle Blanc-Sec          | Luc Besson                                 | Louise Bourgoin, Mathieu Amalric, Gilles Lellouche        | Franța                                                                             | [ 4 ]                                             |                                                    |
| The Expendables                                          | Sylvester Stallone                         | Sylvester Stallone, Jason Statham, Mickey Rourke          | Statele Unite ale Americii                                                         | War adventure                                     |                                                    |
| Gulliver's Travels                                       | Rob Letterman                              | Jack Black, Jason Segel, Emily Blunt                      | Statele Unite ale Americii                                                         | Fantasy adventure                                 |                                                    |
| Harry Potter and the Deathly Hallows: Part I             | David Yates                                | Daniel Radcliffe, Rupert Grint, Emma Watson               | Regatul Unit al Marii Britanii și al Irlandei de Nord · Statele Unite ale Americii | [ 7 ]                                             |                                                    |
| The Last Airbender                                       | M. Night Shyamalan                         | Noah Ringer, Nicola Peltz, Dev Patel                      | Statele Unite ale Americii                                                         | [ 8 ]                                             |                                                    |
| Legend of the Guardians: The Owls of Ga'Hoole            | Zack Snyder                                |                                                           | Statele Unite ale Americii                                                         | [ 9 ]                                             |                                                    |
| Prince of Persia: The Sands of Time                      | Mike Newell                                | Jake Gyllenhaal, Gemma Arterton, Ben Kingsley             | Statele Unite ale Americii                                                         | [ 10 ]                                            |                                                    |
| Robin Hood                                               | Ridley Scott                               | Russell Crowe, Cate Blanchett, William Hurt               | Statele Unite ale Americii                                                         | [ 11 ]                                            |                                                    |
| The Sorcerer's Apprentice                                | Jon Turteltaub                             | Nicolas Cage, Jay Baruchel, Alfred Molina                 | Statele Unite ale Americii                                                         | Adventure comedy                                  |                                                    |
| Toy Story 3                                              | Lee Unkrich                                |                                                           | Statele Unite ale Americii                                                         | Adventure comedy                                  |                                                    |
| Tron: Legacy                                             | Joseph Kosinski                            | Jeff Bridges, Garrett Hedlund, Olivia Wilde               | Statele Unite ale Americii                                                         | Science fiction adventure                         |                                                    |
| 2011                                                     |                                            |                                                           |                                                                                    |                                                   |                                                    |
| The Adventures of Tintin                                 | Steven Spielberg                           | Jamie Bell, Andy Serkis, Daniel Craig                     | Statele Unite ale Americii                                                         | [ 15 ]                                            |                                                    |
| Les aventures de Philibert, Capitaine Puceau             | Sylvain Fusée                              |                                                           | Franța                                                                             | [ 16 ]                                            |                                                    |
| Cars 2                                                   | John Lasseter                              |                                                           | Statele Unite ale Americii                                                         | Family-oriented adventure                         |                                                    |
| Conan the Barbarian                                      | Marcus Nispel                              | Jason Momoa, Stephen Lang, Rachel Nichols                 | Statele Unite ale Americii                                                         | [ 18 ]                                            |                                                    |
| The Eagle                                                | Kevin Macdonald                            | Channing Tatum, Jamie Bell, Mark Strong                   | Regatul Unit al Marii Britanii și al Irlandei de Nord                              | [ 19 ]                                            |                                                    |
| Harry Potter and the Deathly Hallows: Part II            | David Yates                                | Daniel Radcliffe, Rupert Grint, Emma Watson               | Statele Unite ale Americii                                                         | Fantasy adventure                                 |                                                    |
| Mars Needs Moms                                          | Simon Wells                                |                                                           | Statele Unite ale Americii                                                         | Adventure comedy                                  |                                                    |
| Immortals                                                | Tarsem Singh                               | Henry Cavill, Mickey Rourke, Frieda Pinto                 | Statele Unite ale Americii                                                         | [ 22 ]                                            |                                                    |
| Pirates of the Caribbean: On Stranger Tides              | Rob Marshall                               | Johnny Depp,                                              | Statele Unite ale Americii                                                         | [ 23 ]                                            |                                                    |
| Puss in Boots                                            | Chris Miller                               |                                                           | Statele Unite ale Americii                                                         | Family-oriented adventure                         |                                                    |
| Rango                                                    | Gore Verbinski                             |                                                           | Statele Unite ale Americii                                                         | Family-oriented adventure                         |                                                    |
| Rio                                                      | Carlos Saldanha                            |                                                           | Statele Unite ale Americii                                                         | Family-oriented adventure                         |                                                    |
| Sanctum                                                  | Alister Grierson                           | Richard Roxburgh, Rhys Wakefield, Ioan Gruffudd           | Statele Unite ale Americii                                                         | Adventure drama                                   |                                                    |
| Spy Kids: All the Time in the World                      | Robert Rodriguez                           | Jessica Alba, Joel McHale, Jeremy Piven                   | Statele Unite ale Americii                                                         | [ 28 ]                                            |                                                    |
| Thor                                                     | Kenneth Branagh                            | Chris Hemsworth, Natalie Portman, Tom Hiddleston          | Statele Unite ale Americii                                                         | Fantasy adventure                                 |                                                    |
| The Three Musketeers                                     | Paul W.S. Anderson                         | Logan Lerman, Milla Jovovich, Matthew Macfadyen           | Statele Unite ale Americii                                                         | [ 30 ]                                            |                                                    |
| The Warring States                                       | Chen Jin                                   | Sun Hong-Lei, Jing Tian                                   | Republica Populară Chineză                                                         | [ 31 ]                                            |                                                    |
| Winnie the Pooh                                          | Don Hall, Stephen J. Anderson              |                                                           | Statele Unite ale Americii                                                         | Family-oriented adventure                         |                                                    |
| 2012                                                     |                                            |                                                           |                                                                                    |                                                   |                                                    |
| Titlu                                                    | Regizor                                    | Actori                                                    | Țară                                                                               | Sub-Gen/Note                                      |                                                    |
| The Avengers                                             | Joss Whedon                                | Robert Downey, Jr., Chris Evans, Scarlett Johansson       | Statele Unite ale Americii                                                         | [ 33 ]                                            |                                                    |
| Big Miracle                                              | Ken Kwapis                                 | John Krasinski, Drew Barrymore, Kristen Bell              | Statele Unite ale Americii                                                         | [ 34 ]                                            |                                                    |
| Brave                                                    | Brenda Chapman, Mark Andrews               |                                                           | Statele Unite ale Americii                                                         | Family-oriented adventure film                    |                                                    |
| The Hobbit: An Unexpected Journey                        | Peter Jackson                              | Ian McKellen, Martin Freeman, Richard Armitage            | Noua Zeelandă · Statele Unite ale Americii                                         | Fantasy adventure                                 |                                                    |
| Ice Age: Continental Drift                               | Michael Thurmeier, Steve Martino           |                                                           | Statele Unite ale Americii                                                         | Family-oriented adventure film                    |                                                    |
| Journey 2: The Mysterious Island                         | Brad Peyton                                | Dwayne Johnson, Michael Caine, Josh Hutcherson            | Statele Unite ale Americii                                                         | [ 38 ]                                            |                                                    |
| Kon-Tiki                                                 | Joachim Rønning, Espen Sanberg             | Pål Sverre Hagen                                          | Danemarca · Regatul Unit al Marii Britanii și al Irlandei de Nord · Norvegia       | Adventure drama                                   |                                                    |
| Life of Pi                                               | Ang Lee                                    | Suraj Sharma, Irfan Khan, Ayush Tandon                    | Statele Unite ale Americii                                                         | [ 40 ]                                            |                                                    |
| The Pirates! Band of Misfits                             | Peter Lord                                 |                                                           | Regatul Unit al Marii Britanii și al Irlandei de Nord                              | Family-oriented adventure                         |                                                    |
| Rise of the Guardians                                    | Peter A. Ramsey                            |                                                           | Statele Unite ale Americii                                                         | Family-oriented adventure                         |                                                    |
| Wrath of the Titans                                      | Jonathan Liebesman                         | Sam Worthingto, Liam Neeson, Ralph Fiennes                | Spania · Statele Unite ale Americii                                                | [ 43 ]                                            |                                                    |
| 2013                                                     |                                            |                                                           |                                                                                    |                                                   |                                                    |
| Titlu                                                    | Regizor                                    | Actori                                                    | Țară                                                                               | Sub-Gen/Note                                      |                                                    |
| The A.R.K. Report                                        | Shmuel Hoffman                             | Katy Castaldi, Pascal Yen-Pfister, Ayden Crispe           | Israel · Statele Unite ale Americii                                                | [ 44 ] [ 45 ] [ 46 ]                              |                                                    |
| The Croods                                               | Kirk De Micco, Chris Sanders               |                                                           | Statele Unite ale Americii                                                         | Family-oriented adventure                         |                                                    |
| The Hobbit: The Desolation of Smaug                      | Peter Jackson                              | Ian McKellen, Martin Freeman, Richard Armitage            | Noua Zeelandă · Statele Unite ale Americii                                         | Fantasy adventure                                 |                                                    |
| Jack the Giant Slayer                                    | Bryan Singer                               | Nicholas Hoult, Eleanor Tomlinson, Stanley Tucci          | Statele Unite ale Americii                                                         | Fantasy adventure                                 |                                                    |
| Oz, The Great and Powerful                               | Sam Raimi                                  | James Franco, Mila Kunis, Michelle Williams               | Statele Unite ale Americii                                                         | Fantasy adventure                                 |                                                    |
| The Secret Life of Walter Mitty                          | Ben Stiller                                | Ben Stiller, Kristen Wiig, Patton Oswalt                  | Statele Unite ale Americii                                                         | Adventure comedy                                  |                                                    |
| Star Trek Into Darkness                                  | J.J. Abrams                                | Chris Pine, Zachary Quinto, Zoe Saldana                   | Statele Unite ale Americii                                                         | Space adventure                                   |                                                    |
| Thor: The Dark World                                     | Alan Taylor                                | Chris Hemsworth, Natalie Portman, Tom Hiddleston          | Statele Unite ale Americii                                                         | Fantasy adventure                                 |                                                    |
| The Ultimate Task                                        | Sun Lijun                                  | Xie Na, Lu Zhixing, Han Tongsheng                         | Republica Populară Chineză                                                         | Animated adventure comedy drama                   |                                                    |
| 2014                                                     |                                            |                                                           |                                                                                    |                                                   |                                                    |
| Cub                                                      | Jonas Govaerts                             | Stef Aerts, Evelien Bosmans, Ricko Otto                   | Belgia                                                                             | Horror Adventure                                  | [ 56 ]                                             |
| Farm House II                                            | Kerr Xu                                    | Shen Dawei, Feng Junhua, Cu Cu                            | Republica Populară Chineză                                                         | Animated family adventure comedy                  | 1 octombrie 2014 (China)                           |
| Hercules                                                 | Brett Ratner                               | Dwayne Johnson, Ian McShane, John Hurt                    | Statele Unite ale Americii                                                         | fantasy adventure                                 |                                                    |
| The Hobbit: The Battle of the Five Armies                | Peter Jackson                              | Ian McKellen, Martin Freeman, Richard Armitage            | Noua Zeelandă · Statele Unite ale Americii                                         | Fantasy adventure                                 |                                                    |
| How to Train Your Dragon 2                               | Dean DeBlois                               | Jay Baruchel, America Ferrera, Jonah Hill                 | Statele Unite ale Americii                                                         | Animated fantasy adventure                        | 20 iunie 2014 (USA)                                |
| Kuiba 3                                                  | Wang Chuan, Zhang Gang, Zhou Jie           | Liu Jingluo, Yao Shu, Wang Yuteng                         | Republica Populară Chineză                                                         | Animated fantasy action adventure                 | 1 octombrie 2014 (China)                           |
| The Last: Naruto the Movie                               | Tsuneo Kobayashi                           |                                                           | Japonia                                                                            | Anime action adventure                            | 6 decembrie 2014 (Japan)                           |
| The Lost 15 Boys: The Big Adventure on Pirates' Island   | Xiaohan, et al.                            | Li Miao, Yu Peixuan, Zhou Yongxi                          | Republica Populară Chineză · Japonia                                               | Animated                                          | 16 noiembrie 2013 (Japan) 1 octombrie 2014 (China) |
| The Legend of Hercules                                   | Renny Harlin                               | Kellan Lutz, Scott Adkins, Gaia Weiss, Liam McIntyre      | Statele Unite ale Americii                                                         | [ 61 ]                                            |                                                    |
| Mystery                                                  | Wu Bing                                    | Ady An, Jiro Wang, Guo Degang                             | Republica Populară Chineză                                                         | Suspense thriller                                 | 14 noiembrie 2014 (China)                          |
| Tomb Robber                                              | Yu Dao                                     | Michael Tong, Muqi Miya, Li Bingyuan                      | Republica Populară Chineză                                                         | Action adventure suspense thriller                | 5 decembrie 2014 (China)                           |
| Titlu                                                    | Regizor                                    | Actori                                                    | Țară                                                                               | Sub-Gen/Note                                      |                                                    |
| 2015                                                     |                                            |                                                           |                                                                                    |                                                   |                                                    |
| Titlu                                                    | Regizor                                    | Actori                                                    | Țară                                                                               | Sub-Gen/Note                                      |                                                    |
| 108 Demon Kings                                          | Pascal Morelli                             | Sylvain Mounier, Melissa Cornu, Hugues Hausma             | Franța · Belgia · Luxemburg · Republica Populară Chineză                           | Animated family adventure                         | 21 ianuarie 2015 (France)                          |
| Alibaba and the Thief                                    | Zheng Chengfeng                            | Ye Fang, Ding Yan, Zhang Yang                             | Republica Populară Chineză                                                         | Animated children's film                          | 23 mai 2015 (China)                                |
| Bicycle Boy                                              | Liu Kexin                                  | Tang Xiaoxi, Zhang Xueling, Lu Zhixing                    | Republica Populară Chineză                                                         | Animated fantasy                                  | 1 ianuarie 2015 (China)                            |
| Boonie Bears: Mystical Winter                            | Ding Liang, Liu Fuyuan                     | Zhang Wei, Zhang Bingjun, Tan Xiao                        | Republica Populară Chineză                                                         | Animated family adventure comedy film             | 30 ianuarie 2015 (China)                           |
| Brave Rabbit 2 Crazy Circus                              | Zeng Xianlin                               | Xiaoliansha, Dingdang, Hao Xianghai                       | Republica Populară Chineză                                                         | Animated children's adventure comedy              | 1 ianuarie 2015 (China)                            |
| The Grow 2                                               | Ha Lei                                     | Yu Li, Wu Tian Hao, Rong Rong                             | Republica Populară Chineză                                                         | Animated adventure comedy                         | 29 mai 2015 (China)                                |
| Happy Little Submarine Magic Box of Time                 | He Zili                                    | Fan Churong, Hong Haitian, Xie Yuanzhen                   | Republica Populară Chineză                                                         | Animated adventure                                | 29 mai 2015 (China)                                |
| The Invincible Piglet                                    | Song Zhantao                               | Cheung Laap Wai, Zhang Zhilu, Norman Chu                  | Republica Populară Chineză                                                         | Live action/animated children's fantasy adventure | 3 aprilie 2015 (China)                             |
| Kung Fu Style                                            | Xu Kerr                                    | Huang Ying, Cao Zhen, Zhang Anqi                          | Republica Populară Chineză                                                         | Animated animated action adventure comedy film    | 10 aprilie 2015 (China)                            |
| Legend of the Moles – The Magic Train Adventure          | Li Tingting                                | Yang Ou, Xia Lei, Xie Tiantian                            | Republica Populară Chineză                                                         | Animated family adventure film                    | 5 februarie 2015 (China)                           |
| Legend of a Rabbit: The Martial of Fire                  | Ma Yuan, Dong Dake                         | Huang Lei, Yang Zishan, He Yunwei                         | Republica Populară Chineză                                                         | Animated action adventure film                    | 21 februarie 2015 (China)                          |
| Monster Hunt                                             | Raman Hui                                  | Bai Baihe, Kai Ko, Sandra Ng                              | Republica Populară Chineză                                                         | Fantasy                                           |                                                    |
| The Mystery of Death                                     | Ben Wong                                   | Deric Wan, Huang Zheng, Josephine Yu                      | Republica Populară Chineză                                                         | Adventure suspense thriller                       | 6 februarie 2015 (China)                           |
| Secret Treasure                                          | Ronald Cheng, Gordon Chan                  | Ronald Cheng, Dayo Wong, Fala Chen, Joyce Feng            | Republica Populară Chineză                                                         | Period piece                                      |                                                    |
| Xinnian is Coming – Uproar of Chuxi                      | Yu Mingliang, Yang Xiaojun, Liang Donglong | Zhao Shuting, Fu Jie, Yi Xiaoyin                          | Republica Populară Chineză                                                         | Animated fantasy adventure                        | 19 februarie 2015 (China)                          |
| 2016                                                     |                                            |                                                           |                                                                                    |                                                   |                                                    |
| Alice Through the Looking Glass                          | James Bobin                                | Mia Wasikowska, Johnny Depp, Helena Bonham Carter         | Statele Unite ale Americii                                                         | [ 81 ]                                            |                                                    |
| Assassin's Creed                                         | Justin Kurzel                              | Michael Fassbender, Marion Cotillard                      | Statele Unite ale Americii                                                         | [ 82 ]                                            |                                                    |
| Ben-Hur                                                  | Timur Bekmambetov                          | Jack Huston, Morgan Freeman, Toby Kebbell                 | Statele Unite ale Americii                                                         | [ 83 ]                                            |                                                    |
| Doctor Strange                                           | Scott Derrickson                           | Benedict Cumberbatch, Chiwetel Ejiofor, Tilda Swinton     | Statele Unite ale Americii                                                         | [ 84 ]                                            |                                                    |
| Fantastic Beasts and Where to Find Them                  | David Yates                                | Eddie Redmayne, Katherine Waterston, Ezra Miller          | Statele Unite ale Americii                                                         | [ 85 ]                                            |                                                    |
| The Huntsman: Winter's War                               | Roland Emmerich                            | Chris Hemsworth, Charlize Theron, Emily Blunt             | Statele Unite ale Americii                                                         | [ 86 ]                                            |                                                    |
| Ice Age: Collision Course                                | Mike Thurmeier and Galen T. Chu            | Ray Romano, John Leguizamo, Denis Leary                   | Statele Unite ale Americii                                                         | [ 87 ]                                            |                                                    |
| Independence Day: Resurgence                             | Roland Emmerich                            | Jeff Goldblum, Bill Pullman, Jessie Usher, Liam Hemsworth | Statele Unite ale Americii                                                         | [ 88 ]                                            |                                                    |
| The Jungle Book                                          | Jon Favreau                                | Bill Murray, Ben Kingsley, Idris Elba                     | Statele Unite ale Americii                                                         | [ 89 ]                                            |                                                    |
| The Legend of Tarzan                                     | David Yates                                | Alexander Skarsgård, Margot Robbie, Christoph Waltz       | Statele Unite ale Americii                                                         | [ 90 ]                                            |                                                    |
| Moana                                                    | Ron Clements and John Musker               | Auli'i Cravalho, Dwayne Johnson, Alan Tudyk               | Statele Unite ale Americii                                                         | [ 91 ]                                            |                                                    |
| Rogue One                                                | Gareth Edwards                             | Felicity Jones, Riz Ahmed, Diego Luna                     | Statele Unite ale Americii                                                         | [ 92 ]                                            |                                                    |
| The Space Between Us                                     | Peter Chelsom                              | Asa Butterfield, Britt Robertson, Gary Oldman             | Statele Unite ale Americii                                                         | [ 93 ]                                            |                                                    |
| Star Trek Beyond                                         | Justin Lin                                 | Chris Pine, Zachary Quinto, Idris Elba                    | Statele Unite ale Americii                                                         | [ 94 ]                                            |                                                    |
| Warcraft                                                 | Duncan Jones                               | Travis Fimmel, Rob Kazinsky, Paula Patton                 | Statele Unite ale Americii                                                         | [ 95 ]                                            |                                                    |

## Filme viitoare
| 2017  |         |        |      |              |
| Titlu | Regizor | Actori | Țară | Sub-Gen/Note |
| 2018  |         |        |      |              |